# Aeroportul Qionghai Bo'ao
Aeroportul Qionghai Bo'ao (IATA: BAR, ICAO: ZJQH) este un aeroport din Hainan, Republica Populară Chineză ce deservește zona Qionghai⁠(d). Aeroportul a fost tranzitat în 2022 de 447.558 de pasageri. A fost deschis în 17 martie 2016 și numit după zona deservită.
aeroportul dispune de o singură pistă.